# 전러시아의 차르
전러시아의 주권자, 차르 및 대공(러시아어: Государь, Царь и Великий Князь всея Руси)은 1547년부터 1721년까지 러시아 군주의 칭호였다. 이 기간 동안 러시아는 차르국이었다.
차르로 즉위한 최초의 러시아 군주는 주권자이자 대공이라는 칭호를 가진 이반 4세였다. 1721년, 표트르 1세는 전러시아의 황제라는 칭호를 채택하고 러시아 제국을 선포했다. 옛 칭호인 차르는 황제를 지칭하는 별칭으로 계속 사용되었다.

## 칭호
전체 칭호는 차르마다 달랐다. 예를 들어 알렉세이 미하일로비치의 전체 칭호는 다음과 같았다:
하느님의 은총을 받으시는 위대한 주권자인 그, 위대한 주권자이자 황제이자 대공인 알렉세이 미하일로비치, 전 대러시아, 소러시아, 백러시아, 모스크바, 키예프, 블라디미르, 노브고로드, 카잔의 차르, 아스트라한의 차르, 시베리아의 차르, 프스코프의 주권자이자 트베리의 대공, 유고르스크, 페르마, 뱌트카, 불가르 등, 저지대의 노브고로드의 주권자이자 대공, 체르니고프, 랴잔, 로스토프, 야로슬라블, 벨루제로, 우도리아, 오브도리아, 콘디아, 그리고 모든 북부 국가의 통치자, 이베리아 땅의 주권자, 카르틀리안과 그루지야 차르와 카바르디안 땅, 체르카시와 산악 공 및 동서양의 많은 다른 주와 땅, 그리고 북방의 아버지와 할아버지, 후계자, 주권자와 소유자.

## 목록
- 제1대 이반 4세 (이반 뇌제) (1547년 - 1584년)
- 임시 시메온 벡불라토비치 (1575년 - 1576년)
- 제2대 표도르 1세 (1584년 - 1598년) - 그를 마지막으로 류리크 왕조는 단절되었다.
- 제3대 보리스 고두노프 (1598년 - 1605년 4월)
- 제4대 표도르 2세 (1605년 4월 - 1605년 7월)
- 가짜 드미트리 1세 (1605년 7월 - 1606년 5월) - 표도르 1세의 친동생인 드미트리 2세로 사칭하여 왕위에 올랐다. 처형됨.
- 가짜 드미트리 2세 (1607년 - 1610년) - 투시노에 대립 정부를 세움. 처형됨.
- 제5대 바실리 4세 (1606년 5월 - 1610년) - 류리크 왕조의 분가인 슈이스키 가문 태생.
- 제6대 브와디스와프 4세 바사 (1610년 - 1613년)  1610년에 귀족들에 의해 차르로 추대됨.
- 제7대 미하일 1세 (1613년 - 1645년) 1613년 2월 21일 차르로 선출됨.
  - 필라레트 로마노프 (1613년 - 1633년) 미하일 1세와 공동 통치.
- 제8대 알렉세이 1세 (1645년 - 1676년)
- 제9대 표도르 3세 (1676년 - 1682년)
- 제10대 (공동) 이반 5세 (1682년 - 1696년) 표트르 1세와 공동 통치.
- 제11대 (공동) 표트르 1세 (표트르 대제) (1682년 - 1721년) 1696년까지 형 이반 5세와 공동 통치. 1721년 10월 22일 스스로 '러시아 국민의 황제'로 선언.